# Lo stregone di Linn
Lo stregone di Linn (The Wizard of Linn) è un romanzo di fantascienza del 1950 dello scrittore canadese, naturalizzato statunitense A. E. van Vogt.
L'opera costituisce la seconda e conclusiva parte del Ciclo di Linn, che inizia con il romanzo L'impero dell'atomo.

## Storia editoriale
Il romanzo è stato pubblicato per la prima volta a puntate sui numeri di aprile, maggio e giugno 1950 di Astounding Science Fiction; la prima edizione in volume è del 1961, in Germania, con il titolo Der Zauberer von Linn.
La prima traduzione in italiano di Lucia Morelli è stata pubblicata insieme all'altro romanzo del ciclo, L'impero dell'atomo, il 15 dicembre 1963 dalla Casa Editrice La Tribuna, nel volume n. 2 (3), I serie, della collana Science Fiction Book Club e nell'aprile 1978 dall' Armenia Editore nel volume n. 5 della collana I Libri di Robot, poi nuovo nel 1986 dalla Arnoldo Mondadori Editore nel volume n. 12 della collana I Massimi della Fantascienza, quest'ultimo contiene anche il romanzo Slan.
Una traduzione di Gianni Pilo è stata pubblicata nel 1996 dalla Compagnia del Fantastico.Gruppo Newton nel volume n. 47 della collana Il Fantastico Economico Classico.

## Ambientazione
Tra circa 12.000 anni l'umanità sarà governata da un impero pressoché identico a quello dell'antica Roma, anche per quanto riguarda il livello tecnologico, tranne per il fatto che nei Templi degli Dei dell'Atomo è stata preservata l'antica conoscenza necessaria a costruire astronavi grazie alle quali estende il suo dominio nel sistema solare.

## Trama
Nel sesto secolo del tredicesimo millennio d. C., nel sistema solare, arriva un'astronave extraterrestre che sembra appartenere ai Riss, una razza aliena che millenni prima e aveva distrutto l'allora fiorente civiltà umana; ora i discendenti dei sopravvissuti, che vivono in una società medievale ma dotata di astronavi, devono affrontare di nuovo la minaccia.

## Critica
L'autore e critico James Blish ha osservato che la trama delle storie del Ciclo di Linn somiglia a quella dei romanzi di Robert Graves Io, Claudio e Il divo Claudio e sua moglie Messalina.